# Pohár FAČR 2013-2014
La Coppa della Repubblica Ceca 2013-2014 di calcio (in ceco Pohár FAČR) è stata la 21ª edizione del torneo. La competizione è iniziata il 13 luglio 2013 ed è terminata il 18 maggio 2014. Lo Sparta Praga ha vinto il trofeo per la sesta volta nella sua storia.

## Formula del torneo
| Turno             | Numero di incontri | Squadre   | Entrano a questo turno |
| ----------------- | ------------------ | --------- | --- |
| Turno preliminare | 30                 | 134 → 104 | 60 squadre di 4. liga e dei campionati regionali                                                                               |
| Primo turno       | 44                 | 104 → 60  | 16 squadre di Druhá liga 18 squadre di Česká fotbalová liga 16 squadre di Moravskoslezská fotbalová liga 10 squadre di 4. liga |
| Secondo turno     | 28                 | 60 → 32   | 12 squadre di Gambrinus liga                                                                                                   |
| Terzo turno       | 16                 | 32 → 16   | 1ª-4ª classificata di Gambrinus liga 2012-2013                                                                                 |
| Ottavi di finale  | 8 + 8              | 16 → 8    | – |
| Quarti di finale  | 4 + 4              | 8 → 4     | – |
| Semifinali        | 2 + 2              | 4 → 2     | – |
| Finale            | 1                  | 2 → 1     | – |

## Turno preliminare
| Squadra 1                  | Risultato       | Squadra 2              |
| -------------------------- | --------------- | ---------------------- |
| 13 luglio 2013             |                 |                        |
| Uherský Brod               | 2 – 3           | Broumov                |
| Blansko                    | 0 – 1           | Dosta Bystrc           |
| Stará Říše                 | 4 – 0           | Velké Meziříčí         |
| Vrchovina                  | 1 – 3           | Pelhřimov              |
| 14 luglio 2013             |                 |                        |
| Olympia Hradec Králové     | 1 – 1 (5–6 dcr) | Dvůr Králové           |
| Rapid Liberec              | 1 – 3           | Nový Bor               |
| Sokol Jablonec nad Jizerou | 2 – 2 (8–7 dcr) | Pěnčín-Turnov          |
| Zličín                     | 1 – 1 (5–6 dcr) | Hořovicko              |
| Dobrovice                  | 1 – 5           | Nová Paka              |
| Litol                      | 1 – 2           | Lovosice               |
| Dolní Benešov              | 4 – 3           | Havířov                |
| Nový Jičín                 | 1 – 0           | REAL Lískovec          |
| Vyškov                     | 1 – 2           | Mohelnice              |
| Tasovice                   | 2 – 1           | Tatran Brno Bohuvice   |
| Žďas Žďár nad Sázavou      | 1 – 3           | Rosice                 |
| Jílové                     | 1 – 1 (4–5 dcr) | Tempo Praha            |
| Vysoké Mýto                | 0 – 3           | Svitavy                |
| Veselí nad Moravou         | 0 – 4           | Hodonín-Šardice        |
| Vřesina                    | 2 – 1           | Petrovice              |
| Štítná nad Vlář            | 1 – 1 (5-3 dcr) | Slavičín               |
| Litoměřice                 | 2 – 0           | Baník Souš             |
| Sušice Fotbal              | 1 – 1 (4–5 dcr) | Senco Doubravka        |
| Dražice                    | 3 – 1           | Slavoj Český Krumlov   |
| Valašské Meziříčí          | 1 – 2           | Hranice                |
| Mondi Štětí                | 4 – 4 (4–2 dcr) | Spolana Neratovice     |
| Ostrov                     | 1 – 5           | Slavoj Žatec           |
| Sokol Živanice             | 3 – 1           | Jiskra Ústí nad Orlicí |
| ZČE Plzeň                  | 2 – 0           | Tachov                 |
| Jeseník                    | 1 – 3           | Šumperk                |

## Primo Turno
| Squadra 1                  | Risultato         | Squadra 2           |
| -------------------------- | ----------------- | ------------------- |
| 19 luglio 2013             |                   |                     |
| Sparta Kutná Hora          | 0 – 2             | Chrudim             |
| Dolní Benešov              | 0 – 4             | Opava               |
| Šumperk                    | 0 – 5             | Uničov              |
| 20 luglio 2013             |                   |                     |
| Hodonín-Šardice            | 1 – 5             | Breclav             |
| Hořovicko                  | 0 – 0 (5–3 dcr)   | Bohemians Praga     |
| ZČE Plzeň                  | 0 – 3             | Rokycany            |
| Mohelnice                  | 0 – 5             | Trinity Zlín        |
| Mondi Štětí                | 1 – 4             | Chomutov            |
| Tempo Praha                | 2 – 2 (3–4 dcr)   | Štěchovice          |
| Dražice                    | 0 – 2             | Písek               |
| Dvůr Králové               | 1 – 1 (13–12 dcr) | Sokol Živanice      |
| Slavoj Žatec               | 2 – 3             | Karlovy Vary        |
| Litoměřice                 | 2 – 6             | Ústí nad Labem      |
| Nový Bor                   | 0 – 3             | Varnsdorf           |
| Sokol Jablonec nad Jizerou | 2 – 1             | OEZ Letohrad        |
| Lovosice                   | 2 – 4             | Admira Praga        |
| Milevsko                   | 0 – 3             | Táborsko            |
| Strakonice                 | 0 – 3             | Dyn. Č. Budějovice  |
| Union Cheb                 | 1 – 3             | Baník Sokolov       |
| Benešov                    | 0 – 2             | Graffin Vlašim      |
| Český Brod                 | 2 – 2 (3–4 dcr)   | Loko Vltavín        |
| Slavoj Vyšehrad            | 4 – 3             | Kunice              |
| Kladno                     | 3 – 0             | Králův Dvůr         |
| Úvaly                      | 0 – 0 (4–3 dcr)   | Zápy                |
| Kolín                      | 3 – 0             | Meteor Praga VIII   |
| Roudnice nad Labem         | 2 – 1             | Baník Most          |
| Náchod-Deštné              | 0 – 1             | Pardubice           |
| Vřesina                    | 1 – 8             | Karviná             |
| Dosta Bystrc               | 3 – 2             | Viktoria Otrokovice |
| Hranice                    | 1 – 1 (4–5 dcr)   | 1. HFK Olomouc      |
| Stará Říše                 | 1 – 2             | Třebíč              |
| Nový Jičín                 | 1 – 6             | Fotbal Třinec       |
| Pelhřimov                  | 1 – 3             | Rosice              |
| Přerov                     | 0 – 3             | Hanácká             |
| Hlučín                     | 3 – 0             | Slavia Orlová       |
| Líšeň                      | 0 – 1             | Frýdek-Místek       |
| Zábřeh                     | 1 – 3             | Mikulovice          |
| Senco Doubravka            | 2 – 6             | Jiskra Domažlice    |
| 21 luglio 2013             |                   |                     |
| Svitavy                    | 1 – 1 (5–4 dcr)   | Zenit Čáslav        |
| Nová Paka                  | 1 – 3             | Hradec Králové      |
| Trutnov                    | 1 – 2             | Převýšov            |
| Horní Měcholupy            | 2 – 7             | Viktoria Žižkov     |
| Štítná nad Vlář            | 0 – 1             | Broumov             |
| Tasovice                   | 1 – 4             | Prostějov           |

## Secondo turno
| Squadra 1                  | Risultato       | Squadra 2          |
| -------------------------- | --------------- | ------------------ |
| 20 agosto 2013             |                 |                    |
| Kladno                     | 2 – 1           | Rokycany           |
| Karlovy Vary               | 3 – 3 (4–3 dcr) | Baník Sokolov      |
| Graffin Vlašim             | 6 – 1           | Loko Vltavín       |
| Třebíč                     | 0 – 5           | Znojmo             |
| Prostějov                  | 2 – 2 (0–3 dcr) | Trinity Zlín       |
| Štěchovice                 | 1 – 4           | Dukla Praga        |
| 21 agosto 2013             |                 |                    |
| Mikulovice                 | 1 – 2           | Sigma Olomouc      |
| Chrudim                    | 2 – 1           | Kolín              |
| Rosice                     | 1 – 6           | Vysočina Jihlava   |
| Dosta Bystrc               | 0 – 3           | 1. HFK Olomouc     |
| Uničov                     | 0 – 1           | Zbrojovka Brno     |
| Dvůr Králové               | 0 – 7           | Hradec Králové     |
| Hořovicko                  | 0 – 2           | Ústí nad Labem     |
| Hanácká                    | 1 – 3           | Baník Ostrava      |
| Hlučín                     | 2 – 0           | Opava              |
| Sokol Jablonec nad Jizerou | 0 – 1           | Pardubice          |
| Frýdek-Místek              | 1 – 2           | Fotbal Třinec      |
| Písek                      | 0 – 1           | Dyn. Č. Budějovice |
| Svitavy                    | 0 – 2           | Převýšov           |
| Slavoj Vyšehrad            | 2 – 4           | Viktoria Žižkov    |
| 27 agosto 2013             |                 |                    |
| Úvaly                      | 0 – 4           | Mladá Boleslav     |
| 28 agosto 2013             |                 |                    |
| Broumov                    | 0 – 1           | Karviná            |
| Varnsdorf                  | 2 – 0           | Teplice            |
| Admira Praga               | 1 – 1 (2–4 dcr) | Roudnice nad Labem |
| Chomutov                   | 0 – 7           | Slavia Praga       |
| 3 settembre 2013           |                 |                    |
| Táborsko                   | 0 – 1           | Příbram            |
| 4 settembre 2013           |                 |                    |
| Jiskra Domažlice           | 2 – 1           | Bohemians 1905     |
| Breclav                    | 0 – 3           | Slovácko           |

## Terzo turno
| Squadra 1          | Risultato       | Squadra 2        |
| ------------------ | --------------- | ---------------- |
| 18 settembre 2013  |                 |                  |
| 1. HFK Olomouc     | 1 – 2           | Slavia Praga     |
| 24 settembre 2013  |                 |                  |
| Trinity Zlín       | 0 – 1           | Sparta Praga     |
| 25 settembre 2013  |                 |                  |
| Jiskra Domažlice   | 3 – 1           | Karviná          |
| Chrudim            | 0 – 2           | Sigma Olomouc    |
| Graffin Vlašim     | 2 – 2 (3–5 dcr) | Varnsdorf        |
| Roudnice nad Labem | 0 – 4           | Zbrojovka Brno   |
| Viktoria Žižkov    | 2 – 2 (5–4 dcr) | Slovan Liberec   |
| Hradec Králové     | 0 – 1           | Jablonec         |
| Ústí nad Labem     | 2 – 0           | Baník Ostrava    |
| Hlučín             | 1 – 5           | Mladá Boleslav   |
| Pardubice          | 1 – 2           | Slovácko         |
| Fotbal Třinec      | 1 – 1 (5–6 dcr) | Dukla Praga      |
| Převýšov           | 1 – 4           | Znojmo           |
| 2 ottobre 2013     |                 |                  |
| Karlovy Vary       | 0 – 1           | Vysočina Jihlava |
| Dyn. Č. Budějovice | 0 – 0 (2-4 dcr) | Příbram          |
| 12 ottobre 2013    |                 |                  |
| Kladno             | 1 – 3           | Viktoria Plzeň   |

## Ottavi di finale
| Squadra 1                        | Totale | Squadra 2        | Andata | Ritorno |
| -------------------------------- | ------ | ---------------- | ------ | ------- |
| 4 ottobre / 11 ottobre 2013      |        |                  |        |         |
| Mladá Boleslav                   | 3 – 0  | Slovácko         | 1 – 0  | 2 – 0   |
| 5 ottobre / 29 ottobre 2013      |        |                  |        |         |
| Jablonec                         | 3 – 0  | Ústí nad Labem   | 1 – 0  | 2 – 0   |
| Dukla Praga                      | 6 – 1  | Příbram          | 4 – 0  | 2 – 1   |
| Varnsdorf                        | 0 – 1  | Slavia Praga     | 0 – 0  | 0 – 1   |
| 5 ottobre / 30 ottobre 2013      |        |                  |        |         |
| Viktoria Žižkov                  | 1 – 4  | Zbrojovka Brno   | 1 – 0  | 0 – 4   |
| Sigma Olomouc                    | 0 – 4  | Vysočina Jihlava | 0 – 4  | 0 – 0   |
| 5 ottobre / 5 novembre 2013      |        |                  |        |         |
| Znojmo                           | 3 – 5  | Sparta Praga     | 2 – 3  | 1 – 2   |
| 16 novembre 2013 / 26 marzo 2014 |        |                  |        |         |
| Jiskra Domažlice                 | 0 – 7  | Viktoria Plzeň   | 0 - 3  | 0 – 4   |

## Quarti di finale
| Squadra 1                     | Totale          | Squadra 2        | Andata | Ritorno     |
| ----------------------------- | --------------- | ---------------- | ------ | ----------- |
| 26-27 marzo / 2-3 aprile 2014 |                 |                  |        |             |
| Dukla Praga                   | 2 – 3           | Sparta Praga     | 2 – 1  | 0 – 2       |
| Jablonec                      | 2 – 1           | Mladá Boleslav   | 2 – 0  | 0 – 1       |
| Slavia Praga                  | 1 – 2 (4-5 dcr) | Zbrojovka Brno   | 0 – 1  | 1 – 0 (dts) |
| 1º aprile / 9 aprile 2014     |                 |                  |        |             |
| Viktoria Plzeň                | 3 – 3 (gfc)     | Vysočina Jihlava | 1 – 0  | 2 – 3       |

## Semifinali
| Squadra 1                               | Totale | Squadra 2      | Andata | Ritorno |
| --------------------------------------- | ------ | -------------- | ------ | ------- |
| 16-17 aprile / 30 aprile-1º maggio 2014 |        |                |        |         |
| Jablonec                                | 3 - 5  | Sparta Praga   | 3 - 1  | 0 - 4   |
| Viktoria Plzeň                          | 2 – 0  | Zbrojovka Brno | 2 - 0  | 0 - 0   |

## Finale
| Arbitro: | Miroslav Zelinka |

|            |                      |                |
| Řezník 74’ | Marcatori            | 90+5’ Hušbauer |
|            | Tiri di rigore 7 – 8 |                |